# Sophie (hudebnice)
Sophie Xeon (17. září 1986 Glasgow – 30. ledna 2021 Athény), známá v uměleckém světě jen jako Sophie (psáno SOPHIE), byla skotská transgender hudební producentka a tvůrkyně experimentálního popu, spolupracující např. s Madonnou či Charli XCX a nominovaná na cenu Grammy.

## Život
Narodila se ve skotské metropoli Glasgow 17. září 1986 a vyrůstala tam s mužskou identitou. Svou hudební kariéru začala jako DJka a hudební producentka. Jejím prvním publikovaným singlem se v roce 2013 stala skladba Nothing More to Say a ještě téhož roku se do širšího povědomí dostala dalším singlem Bipp. Následovala řada dalších singlů, včetně úspěšného Lemonade, v roce 2015 shrnutých v kompilačním albu Product. V té době ji přizvala ke spolupráci zpěvačka Madonna, pro niž Sophie spoluvytvořila skladbu Bitch I'm Madonna. Další spolupráce proběhla s rapperem Vincem Staplesem, dvojicí Let’s Eat Grandma, popovými zpěvačkami Charli XCX (na EP Vroom Vroom) či Kim Petrasovou, také s Flume, Namie Amuro, Itzy, Camilou Cabello nebo MØ.
Zároveň se však hudebnice čím dál víc uzavírala a po nějaké odmlce v říjnu 2017 vydala „comingoutové“ video It’s Okay To Cry, v němž se poprvé ukázala s ženskou identitou a zpívala vlastním neupraveným hlasem. V létě 2018 vydala své první a jediné za života vydané album Oil of Every Pearl’s Un-Insides, za něž získala nominaci na cenu Grammy v kategorii pro nejlepší taneční nebo elektronické album. Později Sophie svou popularitu využívala k šíření povědomí o právech transgenderových lidí.
Nad ránem 30. ledna 2021 ve svém sídle v řeckých Athénách zemřela, když údajně spadla z balkonu při snaze sledovat úplněk.
Na 27. září 2024 je ohlášeno vydání jejího posmrtného eponymního alba.